# ウェルストンプロモーション
ウェルストンプロモーション（WELLSTONE PROMOTION）は、広島県広島市に所在するモデル・タレント・MCのマネージメント会社。1979年創業。石井正比古が自らの東京でのモデル経験を基に広島市中区で創業。

## 会社概要
- 名称：ウェルストンプロモーション
- 業種：モデルエージェンシー
- 事業内容：
  - マネージメント部
芸能タレント、ファッションモデル、MCの育成に関する業務及びマネージメント並びにプロモート業務、マネキン・デモンストレーター派遣業務
  - 企画制作部
ファッションショーイベントの演出/制作/ディレクション、芸能タレント・アトラクションのキャスティング、各種イベント・ディナーショー・講演会・シンポジウムの企画制作

- 代表：石井 佑次郎
- 所在地：広島県広島市中区紙屋町2-3-20 SOCIO SQUARE KAMIYACHO 5階

- マネージャー：梅野裕也

## 現在の所属

### MODEL

#### LADIES
- 花田 茉子（ひろしまフラワーフェスティバル2017フラワークイーン）
- 増永 かろりん
- 石村 こう
- 松谷 美佳
- 山本 ひとみ
- MARINA
- MERUMO
- MAYO
- Saika
- 瑠姫
- 桐山 セナ
- 小田 育生
- MOMOKA
- ERINA
- 舞 なお
- 佐野 ユリア
- 成瀬 美咲（ひろしまフラワーフェスティバル2017フラワークイーン）
- 瀬戸 彩華（2017年7月 - 2018年9月 広島ホームテレビ 毎月第2・第4水曜「#くらしを遊ぼう! Presented by エディオン蔦屋家電」ナビゲーター）
- 椎名 ユキ（CM フレスタオリジナル調理キット「Cook-i」(クック・アイ) さいねい龍二と夫婦役で出演）
- 村岡 永梨
- 藤岡 なお（テレビ新広島「ひろしま満点ママ!!」 情報スパイス）
- 堀田 奈津水（ひろしまフラワーフェスティバル2006フラワークイーン）
- 花房 ゆかり
- 今西 由加里
- AKIHO
- ハルカ
- 万葉
- 山下 咲希
- KALEN
- 中島 結香
- 加藤れな
- ERIKA
- 兵藤 千尋
- 楓
- 栞
- 長谷川 沙姫
- 川手 倖子
- 吉田 美来
- 中川 莉沙
- 岡本 光加
- Najeong
- ちふる
- 櫻井 菜々子
- いづみ
- 菅 美里
- 文希
- 松坂 知加子
- 明日実
- 廣瀬 桃子
- 重田 智美
- 水本 知香
- 大久保 薫
- 平野 公仁江
- 和田 ゆうこ
- 裕美
- 昼田 ゆうこ
- 真喜 理子
- mako
- 平本 洋子
- 北山 美砂子
- 大島 雅子
- 沢 純子（アクターズスクール広島 モデルコース講師、元オスカープロモーション）[2]
- 津麦 美保
- 片岡 美雪

#### MENS
- 狭間 隼治
- 河井 大聖
- 中嶌 範旭
- 丸石 大
- 吉田一貴（劇団マージブルに参加[3]、広島テレビ 2代目「スイーツ男子」、広島県呉市オリジナルソング「君くれハート」のキッズダンスレッスン動画の歌のお兄さん）
- 吉上 賢一
- 小玉 英貴
- 内藤 典悟
- 住吉 敦司
- 浜田 和彦
- KATSUMI
- 木原 和輝
- 瀬藤 真治
- 森川 正記
- 木下 富雄（カープOB、プロ野球解説者、「カープ鳥 きのした」オーナー）
- 中田 進
- 立花 ひろき
- 青野 光臣

### ALLIANCE
- 天田 優奈
- 片桐 ゆたか
- 吉田 友利恵
- 永瀬 かおる
- 増永かろりん
- 芦田 桂子

### TALENT / MC
- 北山 美砂子
- 岡田 知子
- 尾田 歩
- 増本 和子
- 橋本 怜奈
- 田中 由美
- 新竹 恵満
- いじま えつこ
- 廣瀬 桃子（広島FM「皆実町マルシェ」レギュラー、廣瀬純夫人[4]）
- 吉田 美来
- 花房 ゆかり
- 重田 智美
- 珠居 亜弥
- 大澤 明日香
- 五十嵐 愛
- 大島 雅子
- 船津 裕子
- 松原 恵美
- 吉上 賢一
- タケモト コウジ
- 貢藤 十六（ラジオパーソナリティ、ナレーター）

### SPECIALIST
- 元 圭一（Photograher）
- 山田 友和（Graphics）

## 出演

### 動画生配信
- 広島ホームテレビ ぽるぽるLIVE「ウェルストンチャンネル Kawaii a Go!Go!」（ - 2018年4月7日最終回、毎週土曜18:00 - 18:30[5]）
  - 第5週は休止
- 広島ホームテレビ ぽるぽるLIVE「ウェルストンチャンネル Kawaii a Go!Go!」（2018年4月28日 - 2019年3月、毎週土曜13:00 - 13:30）

### 映画
- 孤狼の血（2018年5月12日公開、東映）所属モデルが多数出演。

## 過去の所属者
- 大下美穂子 - 風見しんごの実妹。1990年頃から在籍。1990年代末に一度引退。2007年に復帰。2012年に離籍している。
- 下程ひかり - 2014年からは長崎国際テレビアナウンサー。2015年3月31日付で長崎国際テレビ退社後、再び広島拠点で活動しているが、所属はJ-Voice広島。

## 関連会社
- 株式会社スタインプランニングジャパン（SPJ） - 人材派遣・アミューズメントサービス
- 株式会社ウェルストンエンタープライズ - イベント製作

## コラボ
- 「WELLSTONE×広島美人・広島美男」（2012年） - ES CORPORATION（当時）[6]が運営するWebサイト「広島美人・広島美男」とのコラボ[7]